# Myrmarachne lulengana
Myrmarachne lulengana este o specie de păianjeni din genul Myrmarachne, familia Salticidae, descrisă de Roewer, 1965. Conform Catalogue of Life specia Myrmarachne lulengana nu are subspecii cunoscute.